# Бояна (село)
Вижте пояснителната страница за други значения на Бояна.
Бояна е село в Североизточна България, община Вълчи дол, Варненска област. До 1890 година името на селото е Кокарджа („Невестулка“).

## История
Заради доброто си географско положение село Бояна и землището и са били населени още от най-ранни времена. Открити са каменни оръдия на труда, които по вид и използван материал са идентични с някои от намерените във Варненския халколитен некропол, което именно дава основание да се твърди, че първите селища в този район датират отпреди няколко хиляди години. Открити са основите на най-малко шест предишни поселения, като в тях, а и в полетата и гората се откриват различни предмети от керамика, остриета от оръжия, както и монети от римско, византийско, българско и турско време. Факт е, че иманярите обикалят активно от много години и в техния фолклор се носят легенди за намерени монети от времето на Александър Македонски и златни монети от други епохи.
Допреди Освобождението селото е било турско и се е наричало Кокарджа. Какъв е поводът за това неласкаво име (на турски – пор) точно не се знае. След Кримската война българите от Източния и Централен Балкан започват постепенното овладяване и населване на земите в Североизточна България, в посока Добруджа, които в този период са с малобройно, предимно турско население. Според легендата първата българка, която се е заселила в това село се е казвала Яна и когато ходела по улицата турците са я сочели с думите „Бу Яна“ (Това е Яна). Та оттам може би е дошло Бояна.
Сега населението е смесено, българи и цигани-християни (копанари), силно застаряващи.

## Население
Численост на населението според преброяванията през годините:
| \| Година на преброяване \| Численост \| \| --------------------- \| --------- \| \| 1934 \| 1080 \| \| 1946 \| 984 \| \| 1956 \| 903 \| \| 1965 \| 667 \| \| 1975 \| 598 \| \| 1985 \| 398 \| \| 1992 \| 370 \| \| 2001 \| 342 \| \| 2011 \| 236 \| \| 2021 \| 168 \| |           |
| Година на преброяване | Численост |
| 1934 | 1080      |
| 1946 | 984       |
| 1956 | 903       |
| 1965 | 667       |
| 1975 | 598       |
| 1985 | 398       |
| 1992 | 370       |
| 2001 | 342       |
| 2011 | 236       |
| 2021 | 168       |

### Етнически състав

#### Преброяване на населението през 2011 г.
Численост и дял на етническите групи според преброяването на населението през 2011 г.:
|                     | Численост | Дял (в %) |
| Общо                | 236       | 100.00    |
| Българи             | 63        | 26.69     |
| Турци               | 54        | 22.88     |
| Цигани              | 105       | 44.49     |
| Други               | –         | –         |
| Не се самоопределят | –         | –         |
| Неотговорили        | 14        | 5.93      |

## Редовни събития
За основен празник се смята почитаният и в съседното село Оборище църковен празник Успение на св. Богородица, празнуван по стар църковен стил, но винаги в последната неделя на август.